# Хмельницкий, Тимофей Богданович
Тимофей Богданович Хмельницкий, также известный как Тимош Хмельницкий (укр. Тиміш Богданович Хмельницький; около 1632 — 15 (25) сентября 1653, Сучава, ныне Румыния) — один из сыновей Богдана Хмельницкого, активный участник Восстания Хмельницкого, жаботинский полковник, наказной гетман Войска Запорожского в 1652—1653 годах.

## Биография
Участник многих сражений; в частности, прославился победой в битве с превосходящими силами поляков возле горы Батога 1652 года, во время которой был убит польный гетман коронный (Корона — «польская часть» Речи Посполитой) Калиновский. Руководил осадой Каменца-Подольского.
Богдану Хмельницкому было необходимо склонить Молдавское княжество к союзу и для этого он вёл переговоры с молдавским господарем Василием Лупу. Переговоры увенчались заключением союза и браком Тимоша Хмельницкого с дочерью Молдавского господаря, Розандой Лупу 31 августа 1652, что переориентировало внешнюю политику Молдавского княжества с пропольской на прозапорожскую. Однако этот союз вызвал неудовольствие молдавских бояр, свергнувших Василия, который вынужден был обратиться за помощью к Богдану Хмельницкому, в ответ снарядившему экспедицию в Молдавию под началом своего сына. Экспедиция против Трансильвании и Валахии обернулась полным провалом, в ходе которой Тимофей был убит во время осады города Сучава в Молдавии.
12 сентября 1653 года во время защиты Сучавы при пушечном обстреле Тимош был ранен в бедро возле паха. Во время инспектирования казацких шанцев вражеское ядро ударило в пушку, возле которой он стоял, разбило лафет и обломки последнего смертельно ранили казацкого командира. Согласно другой версии, казак-перебежчик указал осаждающим на зелёную палатку Тимоша и туда нацелили пушку, попавшую ядром в какой-то сундук, обломки которого ранили гетманича (поэтому враги говорили, что он умер не военной смертью, а мужицкой — от кия). Началась гангрена, от которой 15 сентября 1653 года Тимофей Хмельницкий умер.
Тимош был похоронен в Ильинской церкви в Суботове, где позднее был погребён и его отец.

## Семья
31 августа 1652 года Тимош Хмельницкий вступает в брак с дочерью молдавского господаря Василия Лупу Розандой (сестрой Марии Радзивилл). В 1653-м она родила в Чигирине двух мальчиков-близнецов, судьба которых неизвестна, сама же погибла в Молдове в 1680-х.